# Technoboy
Cristiano Giusberti (født 19. december 1970 i Bologna), bedre kendt under kunstnernavnet Technoboy, er en hardstyle-DJ. Han begyndte sin musikalske karriere i 1992, som DJ på forskellige techno klubber i Bologna.
Technoboy bruger mange alias, han er bedste kendt for alias som; Builder, Citizen, Hardstyle Guru, Hardstyle Masterz og The KGB's.
Han spiller ofte på store events, som; Defqon.1, Qlimax og andre events, som Q-dance arrangerer.

## Diskografi

### Album
- 2009 – Ten Years Of Technoboy

### Singler
- 1999 – Amino-Acid (12")
- 2000 – The Future (12")
- 2001 – Ravers' Rules (12")
- 2002 – Hardrive (12")
- 2003 – War Machine (12")
- 2003 – Tales From A Vinyl (12")
- 2005 – Atomic (12")
- 2006 – Into Deep (12")
- 2006 – Guns 'N' Noses (12")
- 2007 – Vita (12")
- 2008 – Oh My God (12")
- 2008 – Next Dimensional World (12")
- 2008 – Rage (12")
- 2009 – Ti Sento (12")
- 2009 – Put Some Grace (12")
- 2009 – Psycho Ex (12")
- 2010 – Bass, Beats & Melody (12")